# Welshly Arms
Welshly Arms ist eine US-amerikanische Rock- und Bluesband aus Cleveland, Ohio.

## Geschichte
Die Band wurde 2012 gegründet und veröffentlichte 2013 ihre erste EP Welcome. 2015 erschien das erste Album Welshly Arms.
Die Single Legendary wurde als Titelsong für den 2017 erschienenen Film Power Rangers, der Fernsehserie Empire, sowie der WWE Großveranstaltung Tables, Ladders & Chairs (2017) verwendet. Weitere Lieder der Band wurden unter anderem für die US-amerikanische Fernsehserie Sense8 sowie für Trailer zum Film The Hateful Eight von Regisseur Quentin Tarantino genutzt.
Im Juni 2017 trat Welshly Arms beim jährlich stattfindenden Musikfestival Rock am Ring auf. Im Mai 2018 erschien ihr zweites Studio-Album namens No Place Is Home.

## Hintergrund
Der Bandname stammt aus einem Sketch der US-amerikanischen Comedy-Show Saturday Night Live, der in einem Hotel „Welshly Arms“ spielt. Die Band hat eine starke Beziehung zu ihrer Heimatstadt Cleveland, in der sie daher auch alle ihre Werke verfasst und produziert.
Die Musik von Welshly Arms enthält Elemente des Rock ’n’ Roll, Soul, Blues und Jazz. Die Band wird dabei unter anderem von Musikern und Bands wie Jimi Hendrix, The Temptations, Otis Redding und Howlin’ Wolf beeinflusst.

## Diskografie

### Studioalben
| Jahr | Titel Musiklabel                | Höchstplatzierung, Gesamtwochen, AuszeichnungChartplatzierungen (Jahr, Titel, Musiklabel, Platzierungen, Wochen, Auszeichnungen, Anmerkungen) | Höchstplatzierung, Gesamtwochen, AuszeichnungChartplatzierungen (Jahr, Titel, Musiklabel, Platzierungen, Wochen, Auszeichnungen, Anmerkungen) | Höchstplatzierung, Gesamtwochen, AuszeichnungChartplatzierungen (Jahr, Titel, Musiklabel, Platzierungen, Wochen, Auszeichnungen, Anmerkungen) | Anmerkungen                        |
| Jahr | Titel Musiklabel                | DE | AT | CH | Anmerkungen                        |
| ---- | ------------------------------- | --- | --- | --- | ---------------------------------- |
| 2015 | Welshly Arms Position Music     | — | — | — | Erstveröffentlichung: 5. Mai 2015  |
| 2018 | No Place Is Home Position Music | DE49 (1 Wo.)DE | — | CH30 (5 Wo.)CH | Erstveröffentlichung: 24. Mai 2018 |

### EPs
- 2013: Welcome (Position Music)
- 2014: Covers (Position Music)
- 2017: Legendary (Position Music)

### Singles
| Jahr | Titel Album                | Höchstplatzierung, Gesamtwochen, AuszeichnungChartplatzierungen (Jahr, Titel, Album, Platzierungen, Wochen, Auszeichnungen, Anmerkungen) | Höchstplatzierung, Gesamtwochen, AuszeichnungChartplatzierungen (Jahr, Titel, Album, Platzierungen, Wochen, Auszeichnungen, Anmerkungen) | Höchstplatzierung, Gesamtwochen, AuszeichnungChartplatzierungen (Jahr, Titel, Album, Platzierungen, Wochen, Auszeichnungen, Anmerkungen) | Anmerkungen                                             |
| Jahr | Titel Album                | DE | AT | CH | Anmerkungen                                             |
| ---- | -------------------------- | --- | --- | --- | ------------------------------------------------------- |
| 2016 | Legendary No Place Is Home | DE16 Platin · (24 Wo.)DE | AT18 (20 Wo.)AT | CH28 (32 Wo.)CH | Erstveröffentlichung: 11. Juli 2016 Verkäufe: + 430.000 |
| 2018 | Sanctuary No Place Is Home | — | — | CH50 (11 Wo.)CH | Erstveröffentlichung: 22. März 2018                     |

Weitere Singles
- 2015: Need You Tonight
- 2016: Bad Blood
- 2019: Learn to Let Go
- 2020: Trouble
- 2020: Stand
- 2020: Save Me from the Monster in My Head
- 2021: I Will Overcome

### Gastbeiträge
- 2016: Angkor (Tsutro feat. Welshly Arms)
- 2019: Fire Alarm (Castlecomer feat. Welshly Arms)

## Auszeichnungen für Musikverkäufe
| Goldene Schallplatte - Brasilien - 2024: für die Single Legendary |

Anmerkung: Auszeichnungen in Ländern aus den Charttabellen bzw. Chartboxen sind in ebendiesen zu finden.
| Land/RegionAuszeichnungen für Musikverkäufe (Land/Region, Auszeichnungen, Verkäufe, Quellen) | Gold  | Platin  | Verkäufe | Quellen             |
| -------------------------------------------------------------------------------------------- | ----- | ------- | -------- | ------------------- |
| Brasilien (PMB)                                                                              | Gold1 | —       | 30.000   | pro-musicabr.org.br |
| Deutschland (BVMI)                                                                           | —     | Platin1 | 400.000  | musikindustrie.de   |
| Insgesamt                                                                                    | Gold1 | Platin1 |          |                     |